# Central Cee
Oakley Neil Caesar-Su (Ladbroke Grove, London, 1998. június 4.), művésznevén Central Cee, egy brit rapper Shepherd's Bushból, Londonból. Az Egyesült Királyság UK rap-szcénájának egyik vezető alakjaként tartják számon.
2020-ban vált ismertté a Day in the Life és a Loading című drill kislemezeivel. Első mixtape-je, a Wild West (2021) a második helyen debütált az Egyesült Királyság albumlistáján, míg a második, a 23 (2022) az első helyre került.
Central Cee további sikereket ért el a 2022-es Doja című kislemezével, amely a második helyig jutott az Egyesült Királyság kislemezlistáján, és akkoriban a legtöbbet streamelt brit rapdal lett a Spotify-on. 2023 júniusában kiadta a Sprinter című dalt Dave-vel, amely elsőként került az Egyesült Királyság listájának élére, és megelőzte közös EP-jüket, a Split Decision-t (2023). A dal 10 hétig tartotta első helyét, ezzel a leghosszabb ideig listavezető rapdal lett az Egyesült Királyságban. 2024 áprilisában a Sprinter minden idők legtöbbet streamelt brit rapdala lett, megelőzve a Doja-t.
2024 májusában Central Cee kiadta Band4Band című számát Lil Baby-vel, amely a Billboard Hot 100 történetének legmagasabbra jutó brit rapdala lett, a 18. helyen végzett, míg hazájában a 3. helyet érte el. Első stúdióalbuma, a Can't Rush Greatness, 2025-ben jelent meg a Columbia Recordsnál, és második alkalommal került az Egyesült Királyság albumlistájának élére. Emellett a Billboard 200 listán a kilencedik helyen debütált, ezzel az első brit rapalbum lett, amely bekerült az amerikai top tízbe.

## Turnék
- Stil Loading World Tour (2022)
- Can't Rush Greatness World Tour (2025)